# Einbach (Isar)
Der Einbach ist ein etwa 6 km langer linker Zufluss der Isar in der Gemeinde Wackersberg und der Stadt Bad Tölz im oberbayerischen Landkreis Bad Tölz-Wolfratshausen.

## Geographie

### Verlauf
Der Einbach speist sich aus zahlreichen, teils deutlich höher entspringenden Gräben an den Osthängen von Heigelkopf und Blomberg, fließt in weitgehend nordwärtigem Verlauf am Naturdenkmal Dachshöhle vorbei bis nach Oberfischbach und mündet dort in den Isarstausee Tölz.
Ein 260 Meter langer Abschnitt des Unterlaufs in Bad Tölz ist wegen des im Bachbett aufgeschlossenen geologischen Schichtprofils als Geotop ausgewiesen.

### Zuflüsse
Von der Quelle zur Mündung. Auswahl.
- Klinggraben, von links nahe Wackersberg-Bach
- Knappengraben, von links
- Steinwieselgraben, von links
- Weiherwiesgraben, von links
- Steinlößlgraben, von links
- Jochamgraben, von links
- Stallauer Graben, von links in Wackersberg-Steinsäge